# Upír Nosferatu (film, 1922)
Upír Nosferatu (v německém originále Nosferatu, eine Symphonie des Grauens) je německý expresionistický němý film z roku 1922 režiséra Friedricha Wilhelma Murnaua na motivy románu Brama Stokera Dracula. Hlavní postavu, upírského hraběte Orloka, ztvárnil herec německé divadelní scény Max Schreck.

## Historie a charakteristika

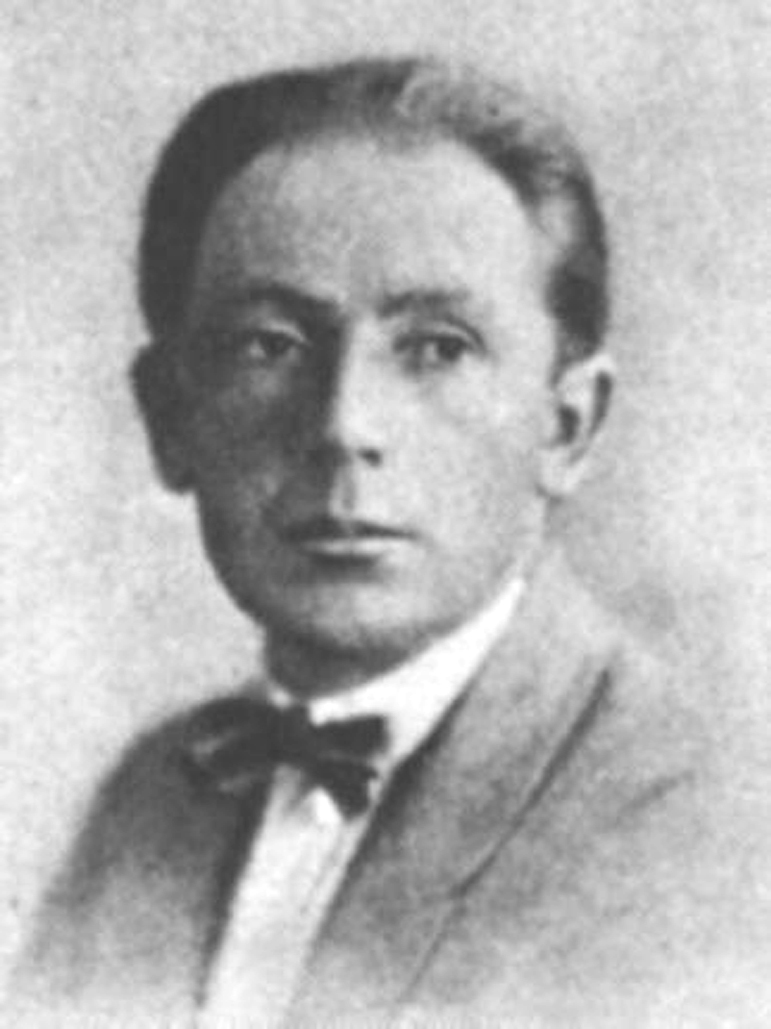
Režisér filmu F. W. Murnau

F. W. Murnau natočil tento film i přesto, že se mu nepodařilo koupit práva na Draculu od Stokerových dědiců. Scénář je volnější adaptací románu a pozměňuje jména osob a částečně i děj, který přesouvá do Německa první poloviny 19. století, resp. do fiktivního městečka Wisborg (natáčen byl ve Wismaru). Tyto změny však nebyly motivovány snahou vyhnout se sporu o autorská práva, ale spíše přiblížit děj německému publiku. Jelikož studio práva ke Stokerově románu nikdy nezakoupilo, došlo nakonec na soudní proces. Studio spor s právníky vdovy po Bramu Stokerovi prohrálo a podle nařízení mělo originál a všechny kopie zničit. To se však nepodařilo, protože po celém světě bylo distribuováno velké množství kopií. Ty se nadále šířily a film si tak získal velkou popularitu.
Dobový hororový zjev Orloka – dlouhé pazoury, holá lebka, tmavá silueta vynořující se z mlhy se staly nepřekonatelnými. Rovněž častý motiv upírských historek, že upíři se bojí světla, pochází z tohoto filmu, v jeho předloze se nevyskytoval.
Části filmu, které se odehrávají v Sedmihradsku, byly natočeny na Slovensku (záběry Orlokova hradu jsou záběry Oravského hradu) a ve filmu se jako komparz objevilo několik místních obyvatel.
Film Upír Nosferatu je v USA public domain a jeho kopie jsou lehko dostupné, často však v nízké kvalitě. Existuje i kvalitní restaurovaná edice filmu, taktéž veřejně dostupná.

## Inspirované filmy
V roce 1979 režisér Werner Herzog natočil remake filmu s názvem Nosferatu - Phantom der Nacht v hlavní roli s Klausem Kinskim. Český hororový film Upír z Feratu odkazuje svým názvem k tomuto filmu. V roce 2000 vznikl film Ve stínu upíra, který vypráví fiktivní příběh o natáčení Upíra Nosferatu.

## Obsazení
| Max Schreck            | hrabě Orlok          |
| Alexander Granach      | realitní agent Knock |
| Gustav von Wangenheim  | Hutter               |
| Greta Schröder         | Ellen, jeho žena     |
| Georg Heinrich Schnell | rejdař Harding       |
| Ruth Landshoff         | Ruth, jeho sestra    |
| John Gottowt           | profesor Bulwer      |
| Gustav Botz            | doktor Sievers       |
| Max Nemetz             | kapitán lodi         |
| Wolfgang Heinz         | první důstojník      |
| Albert Venohr          | námořník             |
| Fanny Schreck          | sestra v nemocnici   |
| Hardy von François     | doktor v nemocnici   |
| Guido Herzfeld         | hostinský            |